# Гоцолина (Мантова)
Гоцолина је насеље у Италији у округу Мантова, региону Ломбардија.
Према процени из 2011. у насељу је живело 781 становника. Насеље се налази на надморској висини од 69 м.